# Joan Ameller i Mestre
Joan Ameller i Mestre (Barcelona, 1743 - 1824) va ser un farmacèutic i professor universitari de química i medicina català.

## Biografia
El seu pare Ignasi Ameller i Oliu i el seu germà Ignasi Francesc eren farmacèutics, i en Joan començà a aprendre l'ofici d'apotecari a l'establiment patern, on treballà entre el 1762 i el 1765. Ingressà en el Col·legi d'Apotecaris el 19 de febrer del 1766, i amb 25 anys obrí una farmàcia a la plaça de la Llana de Barcelona. L'any 1789 va ser escollit membre de la Reial Acadèmia de Ciències Naturals i Arts de Barcelona, i hi contribuí amb diverses Memòries.
El 1796 va fer construir una casa a la cantonada dels carrers Nou de la Rambla i de Sant Ramon, actualment desapareguda. on va obrir una farmàcia (per bé que el 1814 apareix registrat com a titular del que havia estat l'establiment del seu pare, a la plaça de l'Àngel).
El 29 de juliol del 1799 va ser nomenat primer catedràtic de Química i Farmàcia del nounat Real Colegio de la Facultad Reunida, denominació temporal de la Reial Escola de Cirurgia (1760-1808). Durant la Guerra del Francès va ser un dels quatre professors que van romandre al Reial Col·legi de Cirurgia, i hagué de suplir els absents ensenyant-hi matèria mèdica, malalties sexuals, dels infants, dels ossos i cirurgia legal.
Per bé que algunes fonts afirmen que prengué part en els treballs de preparació d'una nova farmacopea catalana, altres fan entendre que aquesta asseveració encaixa millor amb el seu germà Ignasi Francesc Ameller i Mestre i el vincula amb Montserrat col·laborant en l'apartat botànic de l'obra que, sobre el massís, impulsava Francisco de Zamora a finals delsegle xviii. Morí a la seva Barcelona natal a una edat avançada. En vida va ser distingit amb el títol d'Apotecari Honorari de Cambra de Sa Majestat i hom el feu membre honorari de la Reial Acadèmia de Medicina de Madrid. Ameller, juntament amb el que havia estat ajudant seu, Josep Antoni Savall, és considerat un dels fonaments de la Facultat de Farmàcia de la Universitat de Barcelona, encara que la Facultat no es fundà fins al 1845, força després del traspàs d'ambdós.
El seu fill Ignasi Ameller i Ros va ser metge i catedràtic universitari. Un altre fill, Joan, (†1852), seguí la tradició familiar i va ser farmacèutic.

## Conferències (manuscrites)
- Memoria sobre el verdadero modo de convertir el cobre en latón, á fin de adelantar el arte de latoneros de esta ciudad (1790)
- Memoria sobre el verdadero método de determinar los grados de salubridad de las diferentes atmósferas por medio del Eudiómetro del Abate Fontana i descripción de este instrumento (1792)
- Memoria sobre la tintura de coral (1792)
- Conferencia de farmacia sobre el tartrite de sosa ó sal de Seignette (1792, en català)
- Memoria sobre los principios de que se compone la pólvora y su utilidad (1794)
- Discurso sobre la utilidad del hierro respecto a las artes, lehido a la Real Academia de Ciencias Naturales y Arte, en el dia 13 de Henero de 1796
- Memoria sobre el magnetismo en general y modo de fabricar láminas artificiales, con algunas noticias relativas al magnetismo de la platina (1798)
- Memoria sobre los medios de purificar por medio del carbono, el agua corrompida (1803)
- Memorias de la Naturaleza del Fósforo, de sus usos medicinales y modo de suministrarlo (1803)
- Del carbón puro considerado como remedio preventivo y curativo (1804)
- Memoria sobre la importancia de propagar el estudio de la química doméstica en general, y sobre la purificación del aceite de olivas (1806)
- Observaciones sobre la curación de una epilepsis (1824)[9]